# Asian Film Awards
Els Asian Film Awards (en anglès: Premis del Cinema Asiàtic) és un premi anual concedit per la Hong Kong International Film Festival Society en reconeixement de l'excel·lència dels professionals en les indústries cinematogràfiques del cinema asiàtic, incloent directors, actors i guionistes.

## Història
El 29 de gener de 2007, Wilfred Wong, President de la Hong Kong International Film Festival Society, va anunciar el llançament dels Asian Film Awards (AFA). Els primers Asian Film Awards es van realitzar el 20 de març de 2007, en la nit d'obertura del 31 ° Festival Internacional de Cinema d'Hong Kong (HKIFF) al Centre d'Exhibicions i Convencions de Hong Kong. Així els premis van ser lliurats als que van ser considerats com els millors assoliments cinematogràfics del cinema asiàtic l'any 2006 d'acord amb el criteri de l'associació. Van assistir al voltant de 4000 convidats d'arreu del món.
La cerimònia de presentació de l'AFA té lloc com a part de la gala d'obertura d'Entertainment Expo Hong Kong. Cineastes i superestrelles eminents d'arreu del món estan convidats a atorgar premis als guanyadors de cada categoria, fent de la cerimònia una extravagància enlluernadora així com un esdeveniment cultural influent.
Al llarg de la seva història i des de la seva inauguració en 2007, les pel·lícules en idioma xinès i els professionals de la Xina, Taiwan i Hong Kong han dominat els premis. Aquesta falta de diversitat ha estat criticada.

## El trofeu
El 13 de febrer de 2007, el Hong Kong Trade Development Council va organitzar una celebració amb la finalitat d'anunciar que "Sóc un cyborg" de Park Chan-wook seria la pel·lícula d'obertura del 31è Festival Internacional de Cinema d'Hong Kong en una recepció a Berlín. En el mateix esdeveniment també es va donar a conèixer el trofeu AFA, dissenyat pel guardonat dissenyador de producció, William Chang.
Segons William Chang, la seva inspiració darrere de l'obra d'art va ser la seva admiració per una combinació de dibuixos arquitectònics i la seva pròpia col·lecció d'estàtues antigues. Amb una mesura de 36 cm (14 polzades), el trofeu simbolitza l'alegria i la realització de tots els guanyadors del premi.
El trofeu actual és or en el seu conjunt, però ha sofert canvis significatius. Els primers trofeus lliurats en 2007 tenen la seva estatueta en negre amb una base blanca. En la 2a AFA, el color daurat actual es va usar per a tota la peça, però en 2009 per a la seva 3a AFA en lloc d'una base d'or, té una base negra. Després, en 2010, tot el trofeu d'or va fer un retorn i s'usa aquest disseny fins avui.

## Elegibilitat, nominacions i votació
Per a ser elegibles, les pel·lícules han de ser llargmetratges (més de 60 minuts); estar en format de pel·lícula de 35 mm o 70 mm o format digital adequat per a exhibir en cinemes; i ser pel·lícules de ficció d'Àsia. Això abasta tots els cinemes d'Àsia: Àsia oriental, Àsia del Sud, Oceania, Sud-est Asiàtic i Orient Pròxim. A més, les pel·lícules han de tenir subtítols en anglès.
Les pel·lícules han d'haver estat llançades entre l'1 de gener i el 31 de desembre de l'any anterior a la cerimònia de lliurament de premis, i haver estat exhibides a través d'una estrena nacional i distribució en teatres a almenys un altre país; haver-se estrenat en un festival internacional de cinema; o haver rebut premis nacionals de cinema.
La Societat del Festival Internacional de Cinema d'Hong Kong compila la llista preliminar de nominacions amb la participació de les dues parts que poden enviar pel·lícules per a la seva consideració per a ser incloses en la llista de nominacions que són:
- Les organitzacions de presentació oficial dels premis Asian Film Awards estan compostes per reconegudes organitzacions de cinema de diferents territoris asiàtics. Cada organització de presentació oficial pot presentar fins a tres pel·lícules per a representar el seu territori.
- El jurat dels premis Asian Film Awards està compost per professionals del cinema d'arreu del món. Cada membre del jurat pot recomanar fins a dues nominacions addicionals en cada categoria.

Després que la societat finalitza la llista de nominacions, el jurat i els membres votants (compostos pels guanyadors anteriors de l'últim AFA) voten en un sistema de votació en línia on es compta, organitza i manté la confidencialitat fins al dia de l'AFA per part d'una signatura acreditada de comptadors públics certificats.

## Categories de premis
- Millor pel·lícula
- Millor director
- Millor actor
- Millor actriu
- Millor actor secundari: des de 2008
- Millor actriu de repartiment: des de 2008
- Millor nouvingut: des de 2009
- Millor guionista *
- Millor director de fotografia *
- Millor dissenyador de producció *
- Millor compositor *
- Millor editor *
- Millors efectes visuals
- Millor dissenyador de vestuari *: des de 2010

### Premis especials
Aquests premis especials no sempre es presenten anualment. La Societat escull els premis especials que es lliuraran per a un any determinat.
- Asian Film Award a l'excel·lència en la beca en cinema asiàtic
- Asian Film Award a la contribució destacada al cinema asiàtic *
- Premi Nielsen a l'estrella d'Àsia de taquilla *
- Premi a tota la vida: des de 2008
- El premi Edward Yang New Talent: des de 2008
- Asian Film Award al director de cinema amb més recaptació: des de 2009
- Asian Film Award a la pel·lícula asiàtica més taquillera: des de 2011
- Premi a la Promoció del Cinema Asiàtic: des de 2011
- Premi a l'excel·lència en cinema asiàtic: des de 2013
- Premi Next Generation: des del 2016

### Premis elecció del públic
- Elecció del públic a la millor pel·lícula asiàtica: 2009 (desapareguda)
- Elecció del públic al millor actor *: des de 2010
- Elecció del públic a la millor actriu *: des de 2010

^*  L'asterisc indica els premis que es van canviar de nom per a una determinada cerimònia de presentació dels premis del cinema asiàtic. En aquesta llista s'utilitzen els seus noms originals.

## Principals premis
| Year      | Millor pel·lícula                                     | Millor director                                                        | Millor actor                            | Millor actriu                               | Millor actor secundari                                  | Millor actriu secundària                        |
| --------- | ----------------------------------------------------- | ---------------------------------------------------------------------- | --------------------------------------- | ------------------------------------------- | ------------------------------------------------------- | ----------------------------------------------- |
| 2007 1rs  | L'hoste                                               | Jia Zhangke per Still Life                                             | Song Kang-ho per L'hoste                | Miki Nakatani per Memories of Matsuko       | No atorgat                                              | No atorgat                                      |
| 2008 2ns  | Secret Sunshine                                       | Lee Chang-dong per Secret Sunshine                                     | Tony Leung per Lust, Caution            | Jeon Do-yeon per Secret Sunshine            | Sun Honglei per Mongol                                  | Joan Chen per The Sun Also Rises                |
| 2009 3rs  | Tokyo Sonata                                          | Koreeda Hirokazu per Still Walking                                     | Masahiro Motoki per Departures          | Zhou Xun per The Equation of Love and Death | Jung Woo-sung per The Good, the Bad, the Weird          | Gina Pareño per Service                         |
| 2010 4ts  | Mother                                                | Lu Chuan per City of Life and Death                                    | Wang Xueqi per Bodyguards and Assassins | Kim Hye-ja per Mother                       | Nicholas Tse per Bodyguards and Assassins               | Kara Hui per At the End of Daybreak             |
| 2011 5ns  | L'oncle Boonmee, que recorda les seves vides passades | Lee Chang-dong per Poetry                                              | Ha Jung-woo per The Yellow Sea          | Xu Fan per Aftershock                       | Sammo Hung per Ip Man 2                                 | Youn Yuh-jung per The Housemaid                 |
| 2012 6ns  | Nader i Simin, una separació                          | Asghar Farhadi per Nader i Simin, una separació                        | Donny Damara per Lovely Man             | Deanie Ip per A Simple Life                 | Lawrence Ko per Jump Ashin!                             | Shamaine Buencamino per Niño                    |
| 2013 7ns  | Mystery                                               | Takeshi Kitano per Outrage Beyond                                      | Eddie Garcia per Bwakaw                 | Nora Aunor per Thy Womb                     | Nawazuddin Siddiqui per Talaash: The Answer Lies Within | Makiko Watanabe per Capturing Dad               |
| 2014 8ns  | The Grandmaster                                       | Wong Kar-wai per The Grandmaster                                       | Irrfan Khan per The Lunchbox            | Zhang Ziyi per The Grandmaster              | Huang Bo No Man's Land                                  | Yeo Yann Yann per Ilo Ilo                       |
| 2015 9ns  | Blind Massage                                         | Ann Hui per The Golden Era                                             | Liao Fan per Black Coal, Thin Ice       | Bae Doona per A Girl at My Door             | Wang Zhiwen The Golden Era                              | Ikewaki Chizuru per The Light Shines Only There |
| 2016 10ns | The Assassin                                          | Hou Hsiao-hsien per The Assassin                                       | Lee Byung-hun per Inside Men            | Shu Qi per The Assassin                     | Asano Tadanobu perJourney to the Shore                  | Zhou Yun per The Assassin                       |
| 2017 11ns | I Am Not Madame Bovary                                | Na Hong-jin per The Wailing                                            | Asano Tadanobu per Harmonium            | Fan Bingbing per I Am Not Madame Bovary     | Lam Suet per Trivisa                                    | Moon So-ri per The Handmaiden                   |
| 2018 12ns | Youth                                                 | Yuya Ishii per The Tokyo Night Sky Is Always the Densest Shade of Blue | Louis Koo per Paradox                   | Sylvia Chang per Love Education             | Yang Ik-june per Wilderness                             | Zhang Yuqi per Legend of the Demon Cat          |
| 2019 13ns | Shoplifters                                           | Lee Chang-dong for Burning                                             | Kōji Yakusho per The Blood of Wolves    | Samal Eslämova per Ayka                     | Zhang Yu per Dying to Survive                           | Kara Hui per Tracey                             |
| 2020 14ns | Parasite                                              | Wang Xiaoshuai per So Long, My Son                                     | Lee Byung-hun per The Man Standing Next | Zhou Dongyu per Better Days                 | Ryo Kase per To the Ends of the Earth                   | Ko Shu-chin for A Sun                           |
| 2021 15ns | Wife of a Spy                                         | Zhang Yimou per One Second                                             | Yoo Ah-in per Voice of Silence          | Yū Aoi per Wife of a Spy                    | Kim Hyun-bin per The Silent Forest                      | Aju Makita per True Mothers                     |

## Cerimònies de presentació
- 2021: la 15a edició de la presentació de premis presentada per l'actriu Kim Gyu-ri i el presentador Lee Seung-guk es va celebrar el 8 d'octubre de 2021 a Busan a Haeundae. 36 pel·lícules de 8 regions asiàtiques van competir per 16 premis.[12] Wife of a Spy (2020) del director Kiyoshi Kurosawa va guanyar el premi a la millor imatge a la cerimònia retransmesa en directe a YouTube i Naver.[13]